# معراج أهل الكمال إلى معرفة الرجال
مِعْراجُ أهْلِ الْکَمال إلی مَعْرِفَةِ الرّجال كتاب في شرح الفهرست للشيخ الطوسي، بقلم سليمان بن عبد الله الماحوزي (المتوفى 1121 هـ). إنه قد رتب أسماء الرواة بحسب حروف الألف باء، ومن ثم جاء بسيرتهم الذاتية إضافة لنقل أقوال العلماء المتقدمين في علم الرجال، وفي نهاية المطاف يأتي برأيه هو بعد كلمة «أقول».
اعتبر أغا بزرك الطهراني هذا الشرح ناقصا، وقال بأن المحقق البحراني أوصل الشرح لحرف التاء فقط، وانتهى منه سنة 1112 هـ. عرّفت مقدمة الكتاب علم الرجال، وتحدثت عن الكتب الرجالية والسيرة الذاتية للمؤلف.
هناك أسماء أخرى ذُكر الكتاب تحت اسمها، منها: «معراج أهل الکمال إلی معرفة أحوال الرجال» و«معراج أهل الکمال في معرفة أصول الرجال».
طُبع الكتاب في قم مع كتاب آخر للمؤلف تحت عنوان بلغة المحدثين بتحقيق مهدي رجائي، في دار سيد الشهداء للنشر في قم، سنة 1412 للهجرة وفي 472 صفحة.